# Албия Теренция
Албия Теренция (на латински: Albia Terentia; Terencia Alba) e майка на император Отон. Произлиза от конническата фамилия Теренции.

## Фамилия
Омъжва се за Луций Салвий Отон, син на претора Марк Салвий Отон. Съпругът ѝ произлиза от Ферентиум. Император Клавдий го приема в патрицианското съсловие. През 33 г. той става суфектконсул. По времето на Калигула и Клавдий той е управител на провинциите Африка и Далмация. Той е в жреческата колегия на арвалските братя.
Албия Теренция ражда на Луций във Ферентиум двама сина и една дъщеря:
- Луций Салвий Отон Тициан (* преди 32 г.; † 69 г.; консул 52 г. и 69 г.), съпруг на Кокцея, дъщеря на Сергия Плавтила и Марк Кокцей Нерва (консул 40 г.) и сестра на император Нерва (имп. 96 – 98);
- Марк Салвий Отон (* 25 април 32 г.; † 16 април 69 г.), по-късният император Отон (от 15 януари 69 г. до смъртта му); женен е през 58 г. за Попея Сабина, която става 59 г. любовница и 62 г. втора съпруга на император Нерон и императрица;
- Салвия, сгодена преди да порастне за Друз Цезар, вторият син на Германик и Агрипина Старша.

Албия Теренция е баба на Луций Салвий Отон Кокцеиан (* 55 г., Ферентиум; † 96 г.), който е през 82 г. суфектконсул.